# Fiebre de primavera
Fiebre de Primavera es una película de Argentina filmada en blanco y negro con una escena final en colores, dirigida por Enrique Carreras según su propio guion sobre la obra teatral La Fiebre de Junio de Alfonso Paso que se estrenó el 18 de marzo de 1965 y que tuvo como protagonistas a Palito Ortega, Violeta Rivas, Estela Molly, Nora Cárpena Juan Carlos Altavista y Norberto Suárez.

## Sinopsis
Tres muchachos que viven en el mismo barrio y van a la misma facultad que tres jovencitas, empiezan por molestarlas y terminan enamorándose de estas.

## Reparto
- Palito Ortega
- Violeta Rivas
- Estela Molly
- Nora Cárpena
- Juan Carlos Altavista
- Norberto Suárez
- Luis Tasca
- Teresa Blasco
- Pedro Quartucci
- Tono Andreu
- Javier Portales
- Santiago Gómez Cou
- Paquita Más
- Loló Prat
- Marta Cipriano
- Tristán
- Carlos Víctor Andris

## Comentarios
Clarín dijo:

”Puede afirmarse que Violeta Rivas supera a Palito Ortega en espontaneidad, en gracia y en simpatía, lo mismo por cierto cuando ambos se desempeñan como cantantes ¿Dónde está la clave, entonces, de la fascinación que ejerce Palito Ortega? Es muy probable que este enfrentamiento entre los dos valores de nuestra nueva música signifique una revisión de conceptos de la que Violeta Rivas saldría con un alto puntaje a su favor.”

Manrupe y Portela escriben:

”Los trinos de Violeta Rivas y algunos chistes de Altavista hacen digerible esta película vende-discos, clásica de los matinées televisivos del weekend.”